# Варнава Гетсиманський
Варнава Гетсиманський (рос. Варнава Гефсиманский, в миру — Василь Ілліч Меркулов; нар. 24 січня 1831 — пом. 17 лютого 1906) — ієромонах, духівник Гетсиманського скиту Троїце-Сергієвої лаври, святий Російської православної церкви. Святі мощі подвижника благочестя преподобного Варнави спочивають зараз в раці у Іллінського приділу Чернігівського храму Чернігівського скиту.

## Життєпис
Народився 24 січня 1831 року в селі Прудищі Тульської області. Батьки Василя, Ілля та Дарина Меркулова, були кріпаками. При хрещенні хлопчика назвали Василем на честь святителя Василія Великого. З раннього віку разом зі старшими ходив на богослужіння, намагаючись на пам'ять вчити молитви. Побожні батьки віддали свого сина в школу псаломщиків, де той вивчав Часослов і Псалтир.
У 1840 році родина Меркулових була продана іншому поміщику, який мешкав у селі Наро-Фоминське Московської губернії. Новий власник, князь Щербатов, наказує навчити підлітка слюсарній справі. У вільний від ремесла час Василь відвідує розташовану недалеко Зосимову пустинь і знайомиться з пустельником — ченцем Герондом, який незабаром став його духівником.

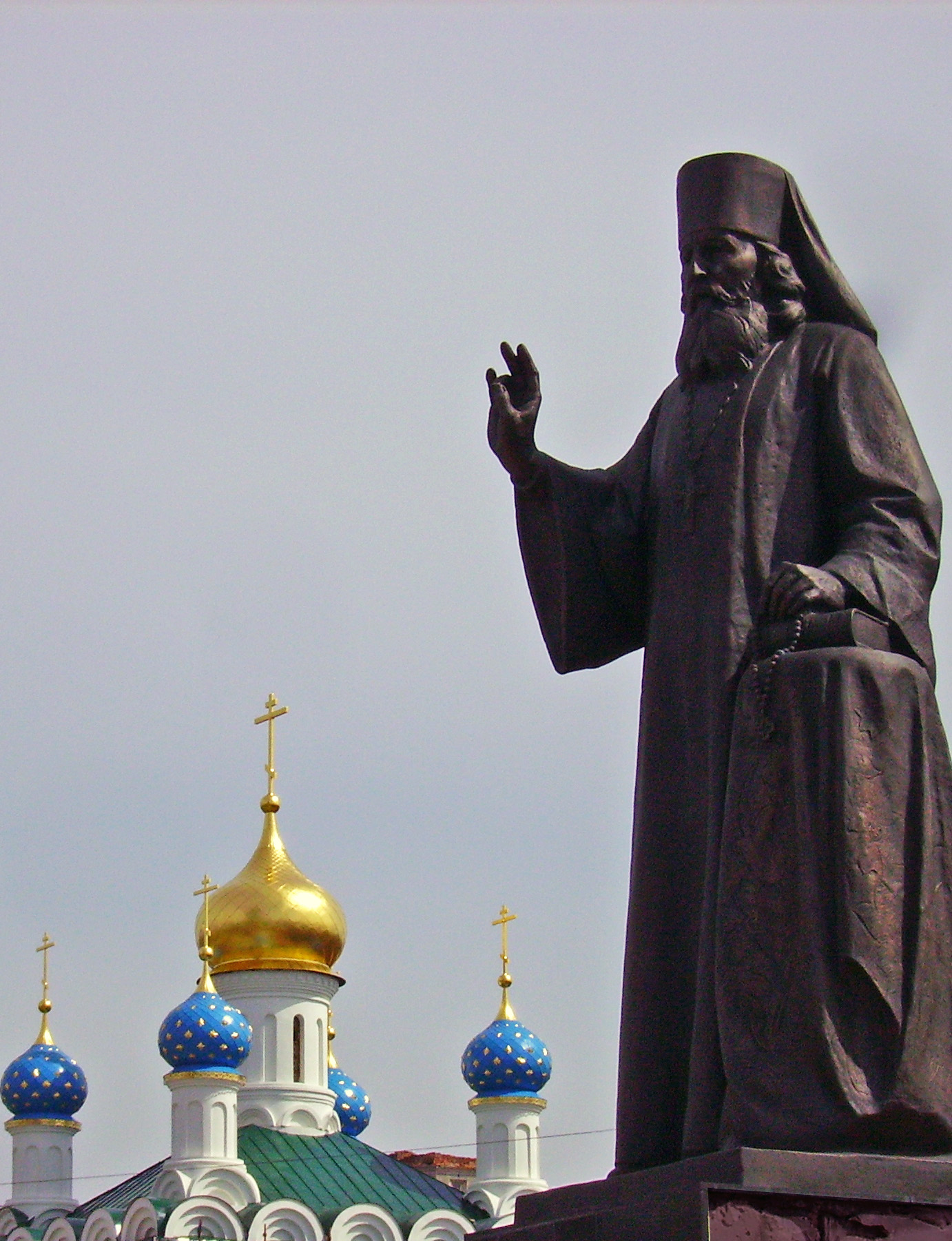
Викса. Пам'ятник преподобному Варнаві, засновнику Іверського монастиря

На всю подальшу долю цієї молодої людини вплинув випадок, що стався з ним у 1850 році. Восени 19-річний Василь зі своєю матір'ю вирушили в Троїце-Сергієву лавру. Коли після служби юнак приклався до мощей преподобного Сергія, то відчув незрозумілу радість.
Через рік Василь йде туди разом з Герондом, які вирішили закінчити своє життя біля мощей Сергія Радонезького. 23 грудня 1857 року стає послушником Гетсиманського скиту Троїце-Сергієвої лаври. Кілька років пробув на слюсарній слухняності в Лаврі. Пізніше був приставлений до свічної скриньки, також отримав благословення читати в церкві Апостол і повчання з Прологу.
У 1852 році з благословення намісника Лаври Антонія переходить в Гетсиманський скит. Цей скит жив за статутом Саровской Пустелі, описаного Саровським старцем Паїсієм Великим. 
Під час перебування в скиту особливо великий вплив на майбутнього старця надав монах Данило (Схимовський).
17 лютого 1856 року Варнава отримав відпускну грамоту, тобто свободу від поміщика. Лише через майже десять років, 20 листопада 1866 року, після смерті старця Данила, приймає чернечий постриг під іменем Варнава. 
В кінці 1863 року Василь вперше вирушає в село (нині місто) Викса Нижегородської губернії, щоб відшукувати місце майбутньої обителі. У версті від села він обрав відокремлене місце і довго гаряче молився тут, потім поклонився на всі чотири сторони, вкопав на місці майбутньої обителі хрест, а на місці святого вівтаря поставив зламану гілку. Незабаром за його бажанням місце було освячено принесенням туди чудотворної Оранської ікони Божої Матері.
Так Варнава Гетсиманський став засновником Виксунського Іверського монастиря у 1863 році.
У 1871 році Варнава висвячений в ієродиякона, 10 січня 1872 року — в ієромонахи, а ще через якийсь час намісник Лаври Антоній (Медведєв) затвердив його у званні народного духівника Печер Гетсиманського скиту. У 1890 році Варнава стає духівником усього скиту. 
З цього моменту починається популярність Варнави серед віруючих. За його благословенням йдуть паломники з багатьох куточків Росії. У свідченнях сучасників, з ним спілкувалися, міститься багато прикладів прозорливості старця. Старець приймав щодня від 500 до 1000 осіб.
У січні 1905 року в сповідь до Варнави ходив імператор Микола IIзі своєю сім`єю, якого старець благословив на прийняття мученицької кончини.
У січні 1906 року в старця виявився гострий катар дихальних шляхів, послабшав зір. 17 лютого 1906 року старця не стало, помер приймаючи сповідь в Успенській домашній церкві Сергієво-Посадського будинку піклування Троїце-Сергієвої Лаври.
У 1913 році піднімається питання про перейменування Виксунського жіночого монастиря в Іверський Варнавский жіночий монастир. Але його рішенням, мабуть, завадили війна і революція.
У 1923 році тіло святого Варнави було перенесено на Вознесенський цвинтар Сергієва (нині Сергієв Посад), у 1934 році — на Нікольський цвинтар, а в 1968 році — на Загірський цвинтар.

## Канонізація
У 1989 році на Архієрейському Соборі піднято питання про канонізацію ієромонаха Варнави. Після вивчення матеріалів Голова комісії з канонізації митрополит Ювеналій доповів Патріарху Алексію II про можливість канонізації старця Варнави. 
30 вересня 1994 Патріарх надіслав листа намісника Троїце-Сергієвої Лаври архімандриту Феогносту, в якому повідомив, що комісія одноголосно дійшла висновку про можливість зарахування ієромонаха Варнави (Меркулова) до лику місцевошанованих святих Московської єпархії в сонмі Радонежських святих. 
У 1995 році, в день Собору Радонежських святих, в Успенському Соборі Московського Кремля Святійшим Патріархом була здійснена канонізація ієромонаха Варнави (Меркулова).
Мощі преподобного були поміщені у відтвореному храмі на честь Чернігівської ікони Божої Матері лаврського Чернігівського скиту, бічний вівтар храму був освячений в його ім'я.